# Los Cabos Open 2016
Los Cabos Open 2016, oficiálně Abierto Mexicano Los Cabos 2016,  byl tenisový turnaj pořádaný jako součást mužského okruhu ATP World Tour, který se hrál na otevřených dvorcích s tvrdým povrchem v areálu Cabo del Mar. Konal se mezi 6. až 13. srpnem 2016 v mexickém přímořském městě Cabo San Lucas jako premiérový ročník turnaje.
Turnaj s rozpočtem 808 995 dolarů, a prize money 721 030 dolarů, patřil do kategorie ATP World Tour 250. Nejvýše nasazeným hráčem ve dvouhře se stal devatenáctý tenista světa Feliciano López ze Španělska. Jako poslední přímý účastník do hlavní singlové soutěže nastoupil 134. německý hráč žebříčku Tobias Kamke.
Událost probíhala paralelně s riodejaneirskými Letními olympijskými hrami.
Osmou kariérní trofej z dvouhry vybojoval Chorvat Ivo Karlović, který na předchozích čtyřech odehraných turnajích postoupil třikrát do finále. Deblovou část opanoval indický pár Purav Radža a Divij Šaran, jenž získal druhý společný titul.

## Rozdělení bodů a finančních odměn

### Rozdělení bodů
| Soutěž  | vítězové | finalisté | semifinalisté | čtvrtfinalisté | 16 v kole | 32 v kole | Q  | Q3 | Q2 | Q1 |
| ------- | -------- | --------- | ------------- | -------------- | --------- | --------- | -- | -- | -- | -- |
| dvouhra | 250      | 150       | 90            | 45             | 20        | 0         | 12 | 6  | 0  | 0  |
| čtyřhra | 250      | 150       | 90            | 45             | 0         | —         | —  | —  | —  | —  |

### Finanční odměny
| Soutěž                              | vítězové | finalisté | semifinalisté | čtvrtfinalisté | 16 v kole | 32 v kole | Q2     | Q1     |
| dvouhra                             | $128 200 | $67 515   | $36 570       | $20 835        | $12 280   | $7 275    | $3 275 | $1 635 |
| čtyřhra                             | $38 940  | $20 470   | $11 090       | $6 350         | $3 720    | —         | —      | —      |
| částka ve čtyřhře je uvedena na pár |          |           |               |                |           |           |        |        |

## Mužská dvouhra

### Nasazení
| Stát                         | Hráč                | ATP | Nasazení |
| ---------------------------- | ------------------- | --- | -------- |
| Španělsko                    | Feliciano López     | 19. | 1.       |
| Austrálie                    | Bernard Tomic       | 20. | 2.       |
| Chorvatsko                   | Ivo Karlović        | 26. | 3.       |
| USA                          | Sam Querrey         | 29. | 4.       |
| Ukrajina                     | Alexandr Dolgopolov | 38. | 5.       |
| Francie                      | Jérémy Chardy       | 39. | 6.       |
| Španělsko                    | Nicolás Almagro     | 45. | 7.       |
| Španělsko                    | Marcel Granollers   | 47. | 8.       |
| Žebříček ATP k 1. srpnu 2016 |                     |     |          |

### Jiné formy účasti
Následující hráči obdrželi divokou kartu do hlavní soutěže:
- Pablo Carreño Busta
- Lucas Gómez
- Tigre Hank

Následující hráč obdržel do hlavní soutěže zvláštní výjimku:
- Reilly Opelka

Následující hráči postoupili z kvalifikace:
- Jared Donaldson
- Noah Rubin
- Amir Weintraub
- Mischa Zverev

### Odhlášení
před zahájením turnaje
- Kyle Edmund →  nahradil jej Tim Smyczek
- Taylor Fritz → nahradil jej Tobias Kamke
- Benoît Paire → nahradil jej Dušan Lajović
- Lucas Pouille → nahradil jej Thiago Monteiro
- Albert Ramos-Viñolas → nahradil jej Horacio Zeballos
- Diego Schwartzman → nahradil jej Santiago Giraldo
- Dominic Thiem → nahradil jej Serhij Stachovskyj

### Skrečování
- Dušan Lajović (poranění pravého ramene)[1]
- Serhij Stachovskyj (zádové poranění)[1]

## Mužská čtyřhra

### Nasazení
| Stát                                                                    | Hráč                | Stát       | Hráč            | ATP> | Nasazení |
| ----------------------------------------------------------------------- | ------------------- | ---------- | --------------- | ---- | -------- |
| Španělsko                                                               | Marcel Granollers   | Španělsko  | Feliciano López | 50.  | 1.       |
| Švédsko                                                                 | Robert Lindstedt    | Pákistán   | Ajsám Kúreší    | 81.  | 2.       |
| Polsko                                                                  | Mariusz Fyrstenberg | Chorvatsko | Mate Pavić      | 103. | 3.       |
| Španělsko                                                               | Pablo Carreño Busta | Argentina  | Andrés Molteni  | 124. | 4.       |
| Žebříček ATP k 1. srpnu 2016; číslo je součtem umístění obou členů páru |                     |            |                 |      |          |

### Jiné formy účasti
Následující páry obdržely divokou kartu do hlavní soutěže:
- Daniel Garza /  Tigre Hank
- Hans Hach /  Luis Patiño

Následující páry do soutěže nastoupily z pozice náhradníků:
- Thiago Monteiro /  Jošihito Nišioka
- Dean O'Brien /  Ruan Roelofse

### Odhlášení
před zahájením turnaje
- Marcel Granollers /  Feliciano López
- Serhij Stachovskyj (zádové poranění)

### Skrečování
- Horacio Zeballos (zádové poranění)

## Přehled finále

### Mužská dvouhra
- Ivo Karlović vs.  Feliciano López, 7–6(7–5), 6–2

### Mužská čtyřhra
- Purav Radža /  Divij Šaran vs.  Jonatan Erlich /  Ken Skupski, 7–6(7–4), 7–6(7–3)